# Carmen Miranda
Carmen Miranda, född Maria do Carmo Miranda da Cunha den 9 februari 1909 i Marco de Canaveses i Porto distriktet i Portugal, död 5 augusti 1955 i Beverly Hills i Los Angeles i Kalifornien, var en brasiliansk sångerska och skådespelare.

## Biografi
Som barn flyttade hon med föräldrarna till Rio de Janeiro i Brasilien, där hennes far blev en framgångsrik fruktgrossist. Hon började sin karriär med att sjunga i radio och medverkade i flera brasilianska filmer, innan hon fick ett erbjudande från Broadway, där hon gjorde succé i musikalen Streets of Paris och även framträdde på lyxhotellet Waldorf Astoria. 

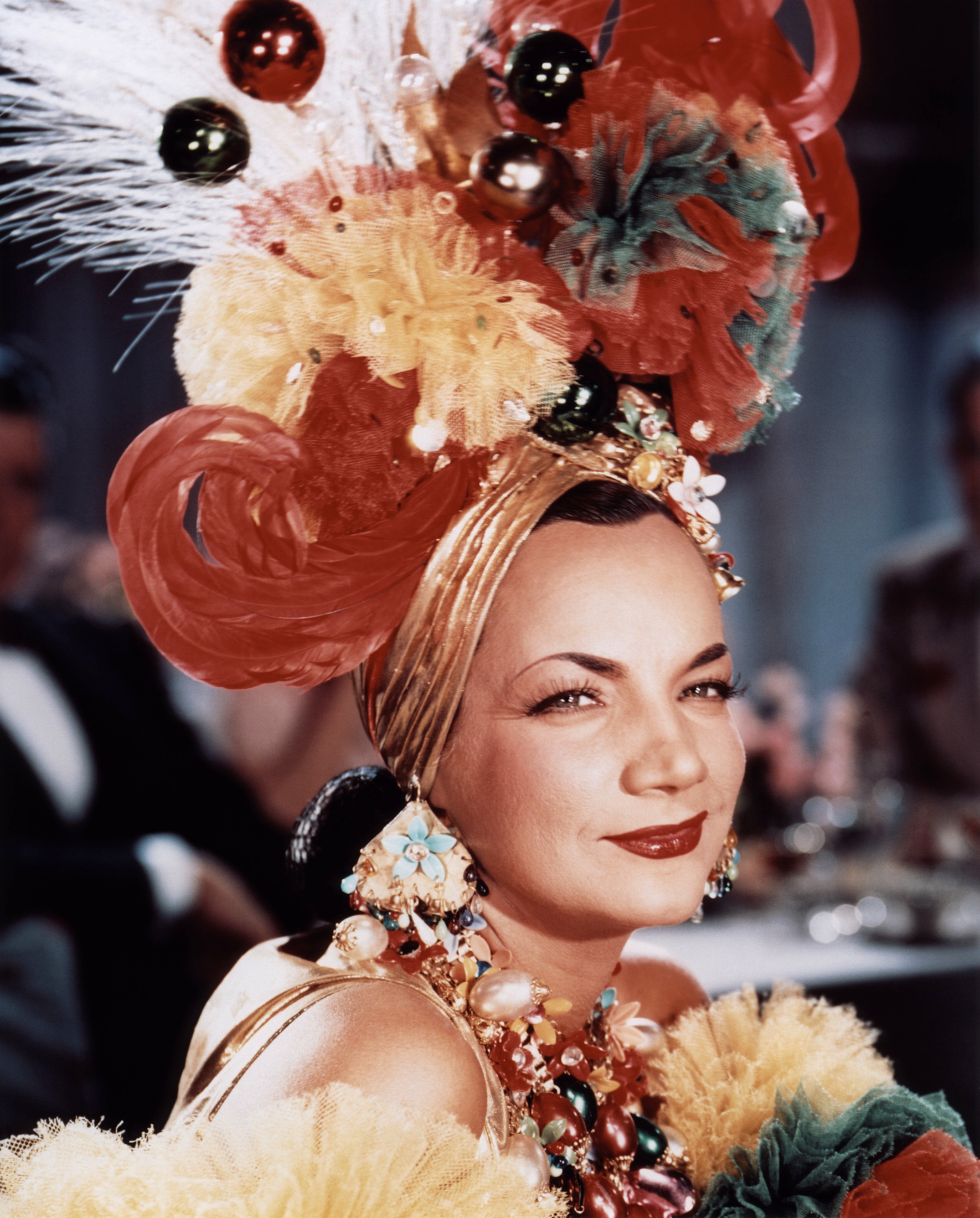
Carmen Miranda från filmen Week-End in Havana från 1941.

Hon gjorde sin första amerikanska film, Dansa, senorita!, 1940. Hon satte eld i biopubliken med sin sång och vilda dans – visserligen var hon överdrivet utstyrd med sina fruktprydda huvudbonader, men hon hade en personlighet som var svår att motstå. Hon personifierade den brasilianska samban och bidrog starkt till att den blev en populär sällskapsdans även bland "vanligt" folk runt om i världen.
Carmen Mirandas sista film blev musikkomedin Titta det spökar! där hon spelade mot Dean Martin och Jerry Lewis.
Miranda avled plötsligt 1955 i en hjärtattack; hennes kropp flögs till Brasilien, där landssorg utlystes.

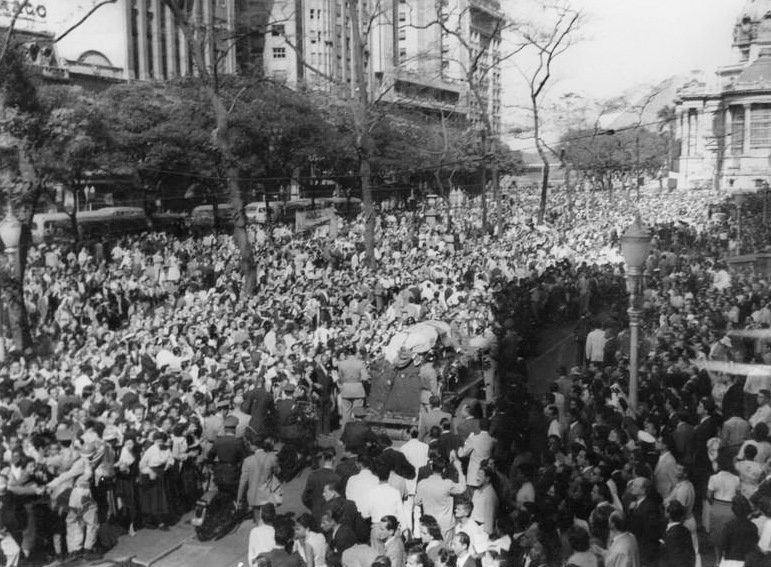
Carmen Mirandas begravning.

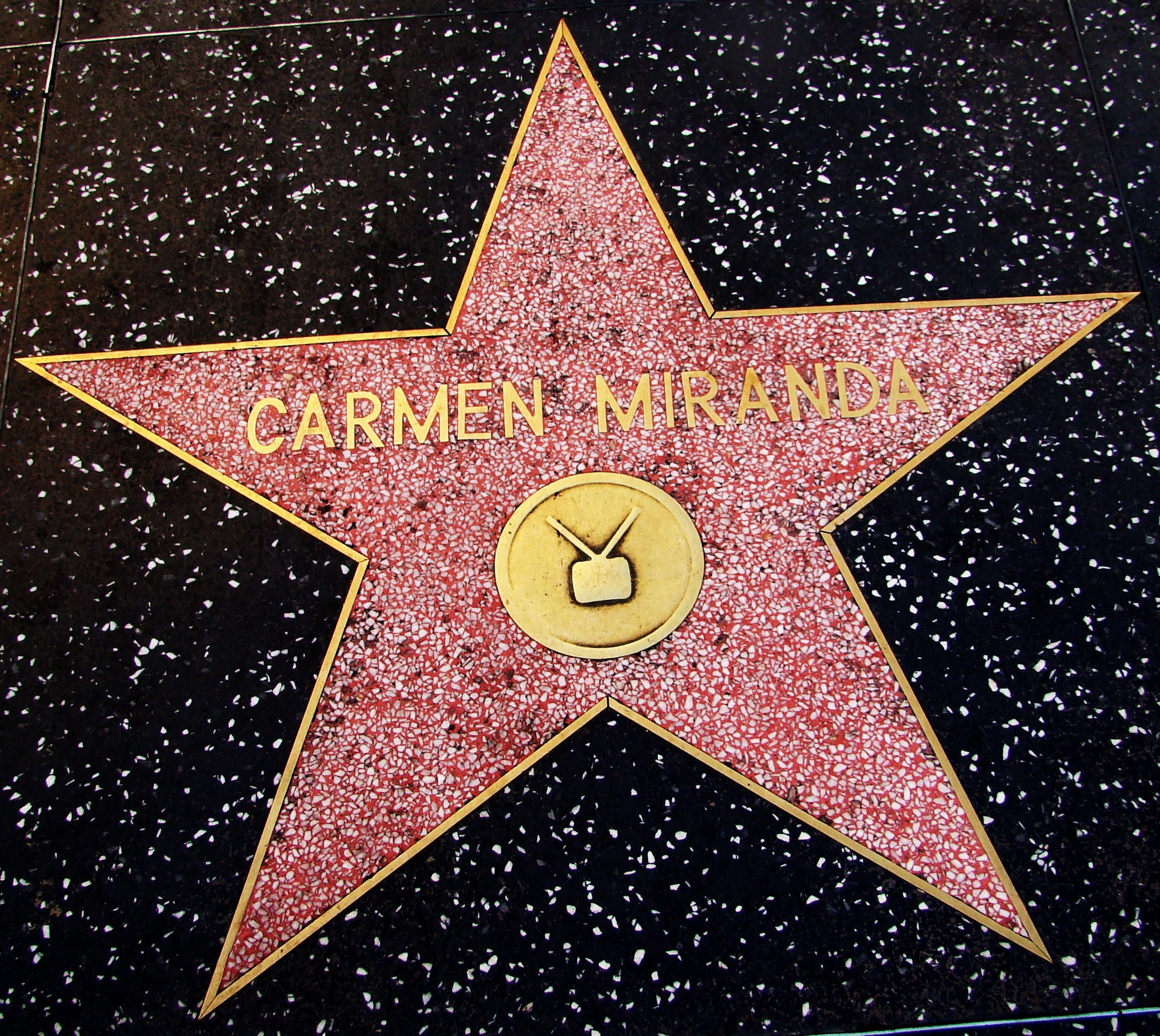
Hollywood Walk of Fame.

## Filmografi i urval

### Brasilien
- 1933 – A Voz do Carnaval
- 1936 – Alo Alo Carnaval
- 1939 – Banana da Terra

### USA
- 1940 – Dansa, senorita!
- 1941 – En natt i Rio
- 1941 – Weekend i Havanna
- 1942 – Rosita dansar och ler
- 1943 – Tutti Frutti
- 1944 – Fyra flickor i en jeep
- 1944 – Allt för konsten
- 1944 – Farliga flickor
- 1947 – Copacabana
- 1953 – Titta, det spökar

## Låtar i urval
- "Cai Cai"
- "Co, Co, Co, Co, Co, Co, Ró"
- "Tico-Tico no Fubá"
- "Paducah"